# Ivan Golunov
Ivan Valentinovič Golunov (* 19. ledna 1983, Moskva) je ruský investigativní novinář, který se zabývá případy korupce mezi vysoce postavenými moskevskými politiky. Je redaktorem nezávislého zpravodajského serveru Meduza.
Jedním z témat, kterým se Golunov věnoval, byly údajné machinace v moskevském pohřebnictví, jehož část je podle ruských médií v rukou kriminálních gangů.
V minulosti pracoval Golunov mj. pro časopis Forbes nebo televizní stanici Dožď. V současnosti (červen 2019) pracuje pro ruské online noviny Meduza, sídlící v Rize. Redakce se tam přesunula z obavy před represemi ruských úřadů.

## Zatčení ruskou policií
Golunov byl počátkem června 2019 zatčen kvůli údajnému držení drog. Policie tvrdila, že v novinářově bytu objevila narkotika určená k prodeji, ale většina zveřejněných fotografií byla z jiného místa.
Soud rozhodl 8. června 2019, že Golunov bude držen v domácím vězení. Novinář držení drog popírá a je přesvědčen, že zatčení souvisí s jeho prací. Drogy do jeho batohu podle jeho názoru nastrčila policie, aby ho dostala do vězení. Podle právníka Pavla Čikova jeho klienta ve vazbě zbili, což policie popírá.

### Žádost o prošetření
Ruské ekonomické deníky Kommersant, Vedomosti a RBK 10. června 2019 zveřejnily prohlášení žádající prověření počínání policie, neboť noviny považují důkazy proti Golumovi za nepřesvědčivé a okolnosti zatčení za podezřelé. Doslova uvedly: „Požadujeme zevrubnou prověrku počínání pracovníků ministerstva vnitra, kteří se zúčastnili zadržení Ivana Golunova, a trváme na poskytnutí údajů z této prověrky médiím.“ Navíc otevřený dopis za osvobození Golunova podepsalo 7578 ruských novinářů.
Dne 11. června 2019 byl Golunov zbaven všech obvinění. Den poté se v Moskvě konala nepovolená demonstrace, jejíž účastníci vybízeli k potrestání těch, kvůli nimž byl Golunov nespravedlivě stíhán. Policie při ní zatkla stovky lidí, mj. opozičního aktivistu Alexeje Navalného.
Po propuštění Golunova na základě nátlaku veřejnosti a médií nechal prezident Vladimir Putin propustit dva generály z řad policie.

### Soud s policisty
Za podstrčení narkotik a vyfabrikování případu je souzeno pět již bývalých příslušníků policie. Prokurátor je obvinil jako skupinu z organizovaného spiknutí. Podle tvrzení žalobce si narkotika opatřili na černém trhu. Před soudem v Moskvě, který byl zahájen 24. prosince 2020, jeden policista vinu přiznal, zbylí vinu odmítli.
Moskevský městský soud nakonec uložil hlavnímu aktérovi 12 let odnětí svobody, dalším třem po osmi a poslednímu, který se přiznal, pět. Navíc má Golunov právo podle verdiktu požadovat od policistů odškodnění celkem ve výši 5 milionů rublů (v době verdiktu asi 1,4 milionu Kč). Golunov poděkoval všem podporovatelům a vyjádřil naději, že bude vypátrán i ten, kdo si falešné obvinění proti němu objednal.